# 세종특별자치시의 중학교 목록
다음 목록은 세종특별자치시에 있는 중학교 목록이다.

## 가
고운중학교 · 
글벗중학교 · 
금호중학교

## 나
나성중학교

## 다
다정중학교 · 
도담중학교 · 
두루중학교

## 바
반곡중학교 · 
보람중학교 · 
부강중학교

## 사
산울중학교 · 
새롬중학교 · 
새뜸중학교 · 
새움중학교 · 
세종중학교 · 
소담중학교

## 아
아름중학교 · 
양지중학교 · 
어진중학교 · 
연동중학교 · 
연서중학교

## 자
장기중학교 · 
전의중학교 · 
조치원중학교 · 
종촌중학교 · 
집현중학교

## 하
한솔중학교 · 
해밀중학교